# Лодочный домик Дилана Томаса
Лодочный домик Дилана Томаса — дом в Лохарне, Уэльс, в котором поэт Дилан Томас жил вместе с семьей с 1949 по 1953 год, последние четыре года его жизни. В этом доме он написал многие известные произведения. Бытует мнение, что именно здесь он написал Under Milk Wood, однако, как показывают последние исследования, здесь были написаны менее 300 строк. Дом расположен в скале, возвышающейся над устьем реки Таф.
Впервые Томас посетил Лохарн в 1934 году с другом, поэтом Глином Джонсом и был восхищен этим местом. Он переехал в Лохарн спустя четыре года, позже первая жена известного историка Алана Тэйлора Маргарет купила ему лодочный домик.
Сейчас домом владеет Совет графства Кармартеншир, в нем находится музей. Он открыт для публики в течение большей части года. Музей содержит памятные вещи Томаса и кое-что из старинной мебели. Рядом с главным домом находится «письменной сарай», где Томас проводил большую часть своего времени. Домик посещают около 15000 человек ежегодно.